# Hammered (Band)
Hammered ist eine italienische Speed-Metal-Band aus Görz, die 2001 unter dem Namen Trauma gegründet wurde.

## Geschichte
Die Band wurde im Jahr 2001 von den Gitarristen Luca Cicuttin und Andrea Grasso unter dem Namen Trauma gegründet. Kurze Zeit später wurde die Besetzung durch den Bassisten Mario Manganelli, den Schlagzeuger Marco Cicuttin und den Sänger András Császár ergänzt, während der Bandname in Hammered geändert wurde. 2006 wurde ein Demo unter dem Namen 2010 … Live The Terror aufgenommen. 2009 verließen Luca und sein Bruder Marco Cicuttin die Besetzung, um sich dem Studium zu widmen. Im selben Jahr kam Alfredo Macuz als neuer Schlagzeuger hinzu. Daraufhin begab sich die Band ins Studio, um ein weiteres Demo aufzunehmen, wovon das Lied Unexpected Consequence für den Sampler Kill City 18 des kalifornischen Labels 272 Records verwendet wurde. 2011 und 2012 wurde das Debütalbum The Beginning aufgenommen. Nach den Aufnahmen verließ Mario Manganelli die Besetzung, um sich seiner anderen Band zu widmen, woraufhin Piero Macuz zu Hammered stieß. Zur selben Zeit wurde der Gitarrist Adriano Crasnich hinzugefügt. Im November 2012 unterzeichnete die Band einen Plattenvertrag bei Punishment 18 Records. Das Album wurde hierüber 2013 veröffentlicht.

## Stil
BattlePig von extreminal.com beschrieb The Beginning als Speed Metal mit schreienden Gitarren-Soli und für das Genre typischen Gesang, der so scheine, als sei er den 1980er Jahren entsprungen. Die Geschwindigkeit bewege sich meist im mittleren Bereich. symX von stormbringer.at rezensierte das Album ebenfalls und ordnete es ebenfalls dem Speed Metal zu. Der Gesang klinge androgyn, werde mit einer „theatralischen Melodramatik“ vorgetragen und klinge „direkt aus den Untiefen eines Laientheaters kommend“ entsprungen. James Bushnell von metal-observer.com ordnete die Gruppe etwas anders ein und beschrieb die Musik in seiner Albumsbesprechung als Heavy Metal mit leichten Speed-Metal-Einflüssen. Zuordnung zum Power Metal oder Thrash Metal sowie Vergleiche zu Iron Maiden oder frühen Metallica trafen für ihn wenig oder gar nicht zu. Die Musik war für ihn wenig einprägsam, wobei kein Element besonders heraussteche. Salvador Aguinaga II von metal-temple.com beschrieb die Musik als melodischen Thrash Metal mit Einflüssen aus dem Speed- und Heavy-Metal. Er hörte Gemeinsamkeiten zu Iron Maiden, Metallica, aber auch Tool heraus. Steve Muench von Powermetal.de sah es wieder etwas anders. Für ihn könne man die Band weder dem Speed-, Thrash- oder Heavy-Metal zuordnen, sondern am ehesten dem Power Metal. Die Songs seien technisch etwas anspruchsvoll und würden eine gewisse Dynamik aufweisen.

## Diskografie
als Trauma
- 2002: Demo 2002 (Demo, Eigenveröffentlichung)

als Hammered
- 2006: 2010 … Live The Terror (Demo, Eigenveröffentlichung)
- 2013: The Beginning (Album, Punishment 18 Records)